# NGC 5881
NGC 5881 (другие обозначения — IC 1100, UGC 9729, MCG 11-18-25, ZWG 318.14, IRAS15053+6310, PGC 53920) — галактика в созвездии Дракон.
Этот объект входит в число перечисленных в оригинальной редакции «Нового общего каталога».